# Johan van Goetham
Johan van Goetham (auch Johan van Goethem; * 2. Oktober 1973) ist ein belgischer Snookerspieler.

## Karriere
Bei der U21-Weltmeisterschaft 1993 erreichte Johan van Goetham das Halbfinale und schied dort mit 5:8 gegen Indika Dodangoda aus. 1993 und 1994 wurde er Belgischer U21-Meister. Ab 1994 nahm er drei Spielzeiten an der Profiturnierserie Main Tour teil. Sein bestes Ergebnis in der Saison 1994/95 war das Erreichen der vierten Qualifikationsrunde beim Grand Prix 1994 und bei der UK Championship 1994. Bei der Weltmeisterschaft 1995 schied er in der zweiten Qualifikationsrunde gegen den Waliser Ian Sargeant aus. In der folgenden Spielzeit schaffte er es bei den International Open und bei den European Open in die vierte Qualifikationsrunde. Bei der WM 1996 unterlag er in der zweiten Qualifikationsrunde dem Iren Leo Fernandez. In der Saison 1996/97 nahm er an keinem Main-Tour-Turnier teil. In der Weltrangliste, die sich aus den Ergebnissen der vergangenen beiden Spielzeiten bildete, erreichte er in dieser Saison mit dem 305. Platz seine beste Platzierung. Am Saisonende verlor er seinen Main-Tour-Platz.

## Erfolge
- Belgischer U21-Meister: 1993, 1994